# Алёшин, Игорь Викторович
Игорь Викторович Алёшин (род. 22 сентября 1965, Курган, РСФСР, СССР) — советский и российский деятель органов внутренних дел. Министр внутренних дел по Республике Карелия с декабря 2006 по 30 ноября 2008. Министр внутренних дел по Республике Башкортостан с 1 декабря 2008 по 11 июня 2011. Заместитель министра внутренних дел Российской Федерации с 11 июня 2011 по 14 июня 2012. Генерал-лейтенант полиции.

## Биография
Родился 22 сентября 1965 в городе Кургане Курганской области. Отец — Виктор Васильевич Алёшин — был военнослужащим (военным лётчиком). Мать — Ольга Максимовна Алёшина (Кваченюк) — работала слесарем на заводе, родом из Белоруссии (Гродненская область). Детство провёл на родине матери.
В юности активно занимался парашютным спортом (сделал более 70 прыжков) и самбо (стал третьим во всесоюзном юношеском первенстве «Динамо»).
До поступления в Омскую высшую школу милиции год отработал в отделе связи УВД Курганской области. Без срочной службы в вооруженных силах принимали только в Омскую высшую школу милиции.
В 1987, после окончания Омской высшей школы милиции по специальности «правоведение», начал службу в уголовном розыске в Советском ОВД Кургана, УВД Курганской области.
С 1989 по 1999 — на различных должностях в отделе уголовного розыска и подразделений по борьбе с экономическими преступлениями в УВД Омской области.
С декабря 1999 по 2002 — начальник управления по борьбе с экономическими преступлениями УВД Омской области.
С февраля 2002 по 2006 — первый заместитель начальника УВД Омской области — начальник криминальной милиции.
С декабря 2006 по 30 ноября 2008 — министр внутренних дел по Республике Карелия.
С 1 декабря 2008 по 11 июня 2011 — министр внутренних дел по Республике Башкортостан.
Указом Президента России от 31 марта 2011 Алёшину присвоено специальное звание генерал-лейтенанта полиции и он был переназначен министром внутренних дел по Республике Башкортостан.
С 11 июня 2011 года по 14 июня 2012 года — заместитель министра внутренних дел Российской Федерации.
С середины 2012 по 2013 год работал вице-президентом по безопасности и кадрам, членом Правления, вице-президентом по безопасности и защите активов ЗАО «Группа компаний «Медси», которое входит в ОАО АФК «Система».
В январе 2013 года назначен на должность советника президента ОАО «Мобильные ТелеСистемы», которое входит в ОАО АФК «Система». С февраля 2013 года по май 2014 года работал  вице-президентом по безопасности.
С июня 2014 года работает в ПАО «МТС-Банк», которое входит в ОАО АФК «Система», на должности старшего вице-президента, руководителя службы безопасности.

## Награды
- Медаль ордена «За заслуги перед Отечеством» II степени
- Медаль «За отличие в охране общественного порядка»
- Медаль «За безупречную службу» III степени»
- Медаль «За доблесть в службе»
- Медаль «За боевое содружество»
- Медали «За отличие в службе» I и II степеней
- Нагрудный знак «За отличную службу в МВД СССР»
- Нагрудный знак «Почётный сотрудник МВД»
- Почётная грамота МВД России

## Семья
- Отец Виктор Васильевич — военный летчик[7]
- Мать Ольга Максимовна — слесарь на заводе
- Жена Елена Николаевна — из милицейской семьи, работала главным специалистом в отделе кадров федерального казначейства в Петрозаводске
- Старшая дочь Анастасия — окончила Омскую Академию МВД
- Младшая дочь Екатерина — учится на юридическом факультете